# Stroom Den Haag
Stroom Den Haag is een hedendaags kunstcentrum in Nederland.

## Geschiedenis en doelstelling
Stroom is in 1989 opgericht en is verantwoordelijk voor het niet-museale beeldende kunstbeleid in Den Haag. Het richt zich vanuit beeldende kunst, architectuur, stedenbouw en vormgeving op de stedelijke omgeving. In dit kader initieert Stroom projecten, manifestaties, tentoonstellingen en lezingen. Ook denkt en handelt Stroom mee met derden over opdrachten, ontwikkelingen en theorievorming rondom dit onderwerp. Stroom is sinds 2005 gevestigd aan de Hogewal, in een voormalig winkelpand uit de 19e eeuw. Het werd in 2004 ingrijpend verbouwd naar de plannen van architect Wim Cuyvers.
Stroom verzorgt de publicatie bij de Ouborgprijs, de Haagse stadsprijs voor beeldende kunst die om het jaar aan een Haags kunstenaar toegekend wordt.

## Kunst in de openbare ruimte
Het kunst-in-de-openbare-ruimte beleid van Stroom Den Haag richt zich op de beeldende kunst in relatie tot de stedelijke omgeving. De afgelopen jaren heeft Stroom een aantal belangrijke permanente werken gerealiseerd in de openbare ruimte. Voorbeelden daarvan zijn het Hemels Gewelf van James Turrell in Kijkduin (1996) en Park in het Water van Vito Acconci bij de Haagse Hogeschool (1997).
Andere grote projecten van Stroom zijn de Beeldengalerij P. Struycken van Peter Struycken (1993-heden) in het centrum van Den Haag, Beeldenroute Zuiderpark Den Haag (1995) en de Fiets&Stal bewakershuisjes (2000-2008) verspreid door de stad.